# غافين كوبر
غافين كوبر (بالإنجليزية: Gavin Cooper)‏ هو لاعب دوري الرغبي أسترالي، ولد في 19 أغسطس 1985 في Murgon ‏ في أستراليا.